# Ляскувка (Нижньосілезьке воєводство)
Ляскувка (пол. Laskówka) — село в Польщі, у гміні Бардо Зомбковицького повіту Нижньосілезького воєводства.
Населення — 158 осіб (2011).
У 1975-1998 роках село належало до Валбжиського воєводства.

## Демографія
Демографічна структура станом на 31 березня 2011 року:
|          | Загалом | Допрацездатний вік | Працездатний вік | Постпрацездатний вік |
| -------- | ------- | ------------------ | ---------------- | -------------------- |
| Чоловіки | 82      | 12                 | 61               | 9                    |
| Жінки    | 76      | 7                  | 46               | 23                   |
| Разом    | 158     | 19                 | 107              | 32                   |